# Princess Seaways (schip, 1986)
De Princess Seaways is een schip van de Deense rederij DFDS Seaways. Samen met de King Seaways is het een schip dat de route Newcastle upon Tyne naar IJmuiden vaart.
Het schip is in de loop der jaren meerdere malen hernoemd. Het werd in 1986 gebouwd als Peter Pan. In 1993 kocht de Tasmaanse overheid het en werd de naam veranderd naar Spirit of Tasmania. In 2002 werd het schip verkocht aan Fjord Line en kreeg het de naam Fjord Norway. In 2006 werd het schip gekocht door DFDS Seaways, die het schip eerst een tijdje liet varen onder de naam Princess of Norway alvorens het in 2011 haar huidige naam te geven.
De Princess Seaways nam in 2007 de vaarroute over van de Queen of Scandinavia. De veerboot is 163 meter lang en 28 meter breed en er kunnen 1364 passagiers aan boord en 600 auto's mee. In 2006 is de Princess Seaways volledig gerenoveerd.

## Voorzieningen

##### Kabines
Het schip heeft 478 kabine's verspreid over dek 9 tot 2 voor ~1250 passagiers. Deze zijn voorzien van een bed, een kledingkast, en een badkamer met douche, toilet, en afvoer. 

##### Dek 11-9
Dek 11 is voorzien van uitzicht over de gehele achterzijde van de boot. Hier bevindt zich ook een skybar. Dek 10 heeft enkel massagestoelen voor de betalende gebruiker. Op dek 9 zitten alleen maar kabines en plaatsen die alleen door medewerkers op de boot gebruikt mogen worden.

##### Dek 8-6
Dek 8 is het entertainmentdek op de boot. Er bevindt zich een nachtclub, mini-casino, twee bioscoopzalen, en een pub. Achter het trappenhuis aan de achterzijde van de boot bevinden zich de kabines. Op dek 7 zitten een café inclusief een speelhoek voor kinderen. Daarnaast bevat dit dek ook een bar en nog twee restaurants. Dek 6 is het dek waar buffet wordt opgediend aan passagiers, gepaard met de ''Sea Shop''. Deze is belastingvrij. Bij het trappenhuis is ook de servicedesk voor passagiers die WiFi of bioscoopkaartjes willen aanschaffen. 
Dek 5 tot en met 2 is uitsluitend voor kabines en het autoruim in gebruik genomen. 